# Magyarókereke
Magyarókereke (Mogyorókeréke) (románul Alunișu, korábban Majerou, németül Mären) falu Romániában Kolozs megyében.

## Fekvése
Bánffyhunyadtól 10 km-re délnyugatra fekszik, Kalotaszentkirályhoz tartozik, melytől 4 km-re nyugatra van.

## Története
Magyarókereke (Mogyorókereke), mogyoró erdő nevét az oklevelek 1437-ben p. Monorokerek néven említették először.
1507-ben és 1523-ban  p. Monyorokereke néven említették. Ekkor a Szentkirályi, Radó, Madarászi, Tótőri, Középlaki és más köznemesek birtoka volt.
1554-ben Sebesvár tartozékai közé tartozott és Bonchidai Bánffy Mihály birtoka volt, később pedig a gyalui vártartomány faluja volt.
1760–1762 között Magyar Kereke néven volt ismert, 1808-ban Magyarókerék, Majero, 1861-ben Magyarokereke, 1913-ban Magyarókereke néven írták.
1910-ben 596 lakosa volt, melyből 247 fő vallotta magát magyarnak (41,4%), 349 oláhnak (azaz románnak; 58,6%), mindezen lakosok közül a többség, 457 értett magyarul. A vallási megoszlás: 7 római katolikus, 351 görög katolikus (a románság többnyire), 233 református (a magyarok zöme), 5 ortodox. A falu etnikai szerkezete jól tükrözi, hogy a falu Kalotaszeg "széle", és érintkezik a jórészt románlakta Bihar-hegységgel. A trianoni békeszerződésig Kolozs vármegye Bánffyhunyadi járásához tartozott.

## Látnivaló
Temploma 1273-ban (?) épült. A templomot a reformátusok a 16. században újjáépítették, azonban 1661-ben a tatárjárás alatt a faluval együtt megsemmisült. A hívek adományából 1728-ban épült fel az új templom, melyet 1746-ban újítottak fel. 1904-ben az Umling Lőrinc által festett régi famennyezet kazettáinak nagy részét előbb a budapesti Nemzeti Múzeumba szállították, majd 1936-ban a budapesti Néprajzi Múzeumba. A templom értékes faberendezése szintén az Umling család munkája.

## Híres emberek
- Itt született 1919. március 9-én dr. Keresztes Sándor kereszténydemokrata politikus, országgyűlési képviselő, a Magyar Köztársaság vatikáni nagykövete (1990–1994), a KDNP tiszteletbeli elnöke.
- Itt született 1940. március 14-én Tamás István fizikus, a fizikatudományok doktora, egyetemi tanár.